# Quella notte a Miami...
Quella notte a Miami... (One Night in Miami...) è un film del 2020 diretto da Regina King, al suo esordio alla regia di un lungometraggio.
La pellicola, adattamento cinematografico dell'omonima pièce teatrale del 2013 scritta da Kemp Powers, narra le vicende, prima reali poi immaginarie, del 25 febbraio 1964, quando l'incontro di pugilato Sonny Liston vs. Cassius Clay vede il secondo diventare a sorpresa il nuovo campione del mondo dei pesi massimi; in seguito, a causa della segregazione razziale in vigore negli Stati Uniti, Clay festeggia la vittoria in una stanza dell'Hampton House Motel insieme ai suoi amici più intimi: Malcolm X, Sam Cooke e Jim Brown, discutendo anche del futuro della comunità afroamericana.

## Trama
Nel 1963, Cassius Clay quasi perde un incontro di boxe contro Henry Cooper allo stadio di Wembley. Al Copacabana di New York, il cantante soul Sam Cooke soffre per un'esibizione di fronte a un pubblico freddo e tutto bianco. Tornato a casa in Georgia, il giocatore di football Jim Brown viene ricevuto dall'amico di famiglia Carlton in una vasta piantagione. Carlton loda "il grande Jim Brown", ma quando Brown si offre di aiutarlo a spostare alcuni mobili, Carlton gli ricorda che le persone di colore non sono ammesse in casa. Intanto, Malcolm X torna a casa e discute i suoi piani per lasciare la Nation of Islam con la moglie Betty.
Il 25 febbraio 1964 i quattro uomini si trovano tutti a Miami per l'incontro per il titolo di Clay contro Sonny Liston. X incontra Clay in una stanza d'albergo prima del combattimento e i due pregano in modo tradizionale islamico. Quella notte, Brown è un commentatore in prima fila e Cooke e Malcolm X sono tra la folla mentre Clay batte Liston, diventando così il campione del mondo dei pesi massimi.
In seguito, X invita gli altri tre uomini nella sua stanza di motel. Le loro speranze festeggiare vengono deluse quando X chiarisce che sono gli unici che ha invitato: vuole passare un po' di tempo a riflettere sui loro successi, ma sorge la tensione tra lui e Cooke. X pensa che Cooke abbia svenduto la comunità nera assecondando il pubblico bianco, ma Cooke si rifiuta di sentirsi in colpa per il suo successo. Clay informa gli altri tre uomini dei suoi piani per annunciare la sua conversione alla Nation of Islam, esacerbando così la tensione. Brown discute i suoi piani per diventare un attore cinematografico e si chiede se andrà tutto bene.
Il conflitto tra X e Cooke si intensifica: Malcolm ridicolizza duramente la musica che Cooke ha prodotto da quando ha avuto successo; Cooke insiste che il suo successo e la sua autonomia creativa sono d'ispirazione per la comunità nera, ribadisce il suo sostegno alla lotta degli afroamericani e afferma che le canzoni di protesta non sono commercialmente redditizie. X lo mette di fronte al successo di Blowin' in the Wind di Bob Dylan.
Diventa chiaro che l'antagonismo di X nei confronti di Cooke è motivato, almeno in parte, dalle pressioni che l'attivista è costretto ad affrontare e, in particolare, dalle molestie da parte dell'FBI e dai timori per la sua rottura con Elijah Muhammad. X è devastato nell'apprendere che Clay sta avendo dei ripensamenti sulla sua conversione. Dice a Clay che sta progettando di formare la propria organizzazione e gli chiede di unirsi a lui. Clay rifiuta, sentendosi tradito dal suo mentore e chiedendosi se la sua conversione sia stata uno stratagemma di X per attirare l'attenzione sul suo nuovo progetto. Un bussare alla porta li informa che la stampa ha avuto notizia dell'incontro. Mentre Clay si prepara a parlare con i media, il pugile chiede a X di venire con lui. Quando se ne vanno, Cooke dice a Brown che ha avuto pensieri simili su Blowin' in the Wind e ha già scritto una canzone, ma non l'ha ancora eseguita.
In seguito all'incontro Clay cambia ufficialmente il proprio nome in Muhammad Ali, mentre la vita di X cambia radicalmente dopo la rottura con la Nation of Islam: la sua casa viene data alla fiamme, ma riesce comunque a completare la propria autobiografia. Cooke debutta con A Change Is Gonna Come al The Tonight Show, mentre Brown lascia la NFL per perseguire la carriera cinematografica.

## Produzione
Il progetto viene annunciato nel luglio 2019 per la regia di Regina King su una sceneggiatura di Kemp Powers, basata sullo spettacolo teatrale dello stesso Powers.
Le riprese del film sono iniziate nel gennaio 2020 a New Orleans.
Il budget del film è stato di 16,9 milioni di dollari.

## Promozione
La prima clip promozionale del film è stata diffusa l'8 settembre 2020.

## Distribuzione
Il film è stato presentato in anteprima fuori concorso alla 77ª Mostra internazionale d'arte cinematografica di Venezia il 7 settembre 2020, diventando il primo film nella storia diretto da una regista afroamericana ad essere presentato alla Mostra.
La pellicola è stata distribuita nelle sale cinematografiche statunitensi a partire dal 25 dicembre 2020 e nel resto del mondo su Prime Video dal 15 gennaio 2021.

## Accoglienza

### Critica
Il film è stato accolto molto positivamente dopo la presentazione alla Mostra di Venezia.
Sull'aggregatore Rotten Tomatoes ha ricevuto una percentuale del 97% delle recensioni professionali positive, con un voto medio di 8,10 su 10 basato su 77 critiche.
Grazie al film, la regista Regina King è stata inserita da Peter Debruge, critico di Variety, nella lista dei dieci registi più promettenti da tenere d'occhio per il futuro.

## Riconoscimenti
- 2021 - Premio Oscar[11]
  - Candidatura per il miglior attore non protagonista a Leslie Odom Jr.
  - Candidatura per la miglior sceneggiatura non originale a Kemp Powers
  - Candidatura per la miglior canzone per Speak Now (musiche e testo di Leslie Odom Jr. e Sam Ashworth)
- 2021 - Golden Globe[12]
  - Candidatura per il miglior regista a Regina King
  - Candidatura per il migliore attore non protagonista a Leslie Odom Jr.
  - Candidatura per la migliore canzone originale a Leslie Odom Jr. e Sam Ashworth (per Speak Now)
- 2020 - Chicago Film Critics Association Awards[13]
  - Candidatura per il miglior attore non protagonista a Leslie Odom Jr.
  - Candidatura per la migliore sceneggiatura non originale a Kemp Powers
  - Candidatura per la migliore performance rivelazione a Kingsley Ben-Adir
- 2020 - Chicago Indie Critics Awards[14]
  - Miglior canzone a Leslie Odom Jr. e Sam Ashworth (per Speak Now)
  - Candidatura per il miglior cast
- 2020 - Gotham Independent Film Awards[15]
  - Miglior interprete rivelazione a Kingsley Ben-Adir
- 2020 - National Board of Review[16]
  - Premio per la libertà di espressione
- 2020 - Toronto International Film Festival[17]
  - Secondo posto per il Premio del pubblico
- 2021 - Alliance of Women Film Journalists
  - Candidatura per la miglior sceneggiatura adattata a Kemp Powers
- 2021 - American Film Institute[18]
  - Migliori dieci film dell'anno
- 2021 - British Academy Film Awards[19]
  - Candidatura per il miglior attore non protagonista a Leslie Odom Jr.
- 2021 - Critics' Choice Awards[20][21]
  - Miglior canzone (per Speak Now)
  - Candidatura per il miglior film
  - Candidatura per il miglior attore non protagonista a Leslie Odom Jr.
  - Candidatura per il miglior cast corale
  - Candidatura per il miglior regista a Regina King
  - Candidatura per la miglior sceneggiatura non originale a Kemp Powers
- 2021 - Directors Guild of America Award[22]
  - Candidatura per il miglior regista debuttante a Regina King
- 2021 - Independent Spirit Awards[23][24]
  - Premio Robert Altman
- 2021 - Producers Guild of America Awards[25]
  - Candidatura per il Darryl F. Zanuck Award al miglior film
- 2021 - San Diego Film Critics Society Awards[26][27]
  - Miglior cast
  - Candidatura per il miglior film
- 2021 - Satellite Award[28]
  - Candidatura per il miglior film drammatico
  - Candidatura per il miglior attore non protagonista a Kingsley Ben-Adir
  - Candidatura per la miglior sceneggiatura non originale a Kemp Powers
  - Candidatura per la migliore fotografia a Tami Reiker
  - Candidatura per il miglior montaggio a Tariq Anwar
  - Candidatura per la miglior colonna sonora originale a Terence Blanchard
  - Candidatura per la miglior canzone originale (per Speak Now)
  - Candidatura per la migliore scenografia a Page Buckner, Barry Robinson e Mark Zuelzke
  - Candidatura per i migliori costumi a Francine Jamison-Tanchuck
- 2021 - Screen Actors Guild Award[29]
  - Candidatura per il migliore attore non protagonista a Leslie Odom Jr.
  - Candidatura per il miglior cast cinematografico
  - Candidatura per le migliori controfigure cinematografiche
- 2021 - Washington D.C. Area Film Critics Association[30]
  - Miglior attore non protagonista a Leslie Odom Jr.
  - Miglior cast
  - Candidatura per il miglior film
  - Candidatura per il miglior regista a Regina King
  - Candidatura per la miglior sceneggiatura adattata a Kemp Powers
- 2021 - Writers Guild of America Award[31]
  - Candidatura per la miglior sceneggiatura adattata a Kemp Powers, basata sulla pièce teatrale di Kemp Powers
- 2022 - Grammy Award
  - Candidatura per la miglior raccolta di colonna sonora per i media visivi a Leslie Odom Jr. e AA.VV.
  - Candidatura per la miglior canzone scritta per i media visivi per Speak Now